# Спас-Талица
Спас-Талица — село в Оричевском районе Кировской области, административный центр Спас-Талицкого сельского поселения.

## География
Находится на расстоянии примерно 1 км на северо-запад от районного центра поселка Оричи.

## История
Известно с 1671 года как Спасский погост, в 1678 году отмечено 7 дворов. В 1764 году учтен 81 житель. В 1873 году отмечено дворов 17 и жителей 105, в 1905 11 и 67, в 1926 20 и 44, в 1950 180 и 392, в 1989 проживало 277 человек. Каменная Спасская церковь построена в 1778 году.

## Население
Постоянное население  составляло 277 человек (русские 95%) в 2002 году, 348 в 2010.